# Czink György
Czink György (Budapest, 1939. november 12. – 2018. május 1.) világbajnoki bronzérmes, Európa-bajnok magyar kajakozó, edző.

## Pályafutása
1958-ban a Bánki Donát Gépipari Technikumban érettségizett. 1976-ban sportszervezői, 1978-ban edzői diplomát szerzett. 1954 és 1971 között a Ganz-Mávag versenyzője volt. Edzői Béres József, Kemény László és Granek István voltak. Kajak négyesben 1963-ban világbajnoki bronzérmes volt. Ugyan ebben a verseny számban az Európa-bajnokságokon egy arany- és egy ezüstérmet szerzett.
1971 és 1974 között a Ganz-Mávag, 1975 és 1980 között a Budapesti Spartacus edzője volt. Tanítványai közül Pfeffer Anna világbajnok lett.

## Sikerei, díjai
- Világbajnokság – K4 10000 m
  - bronzérmes: 1963, Jajce
- Európa-bajnokság – K4 10000 m
  - aranyérmes: 1961, Poznań, 1969, Moszkva
- Magyar bajnokság - folyambajnokság
  - bajnok: 1964 (K1)